# 滑叶山姜
滑叶山姜（学名：Alpinia tonkinensis）为姜科山姜属下的一个种。种加名 tonkinensis 意为越南“东京的”。